# Víctor Ramos (argentyński piłkarz)
Víctor Rogelio Ramos (ur. 4 września 1958 w Rosario) – argentyński napastnik. Grał w klubach argentyńskich i francuskich oraz był reprezentantem Argentyny. Największą część swojej kariery spędził w Newell’s Old Boys, gdzie z 104 bramkami na koncie jest najlepszym strzelcem klubu w całej historii.
Ramos swoją zawodową karierę rozpoczynał w roku 1978 w Newell’s, szybko stał się podstawowym zawodnikiem tego klubu i pierwszą bramkę zdobył 8 lipca 1979 roku w meczu z Huracán. Dla tej drużyny zdobył 104 gole, w tym 30 w mistrzostwach Metropolitano w roku 1983, przez co stał się królem strzelców ligi.
Ramos był w składzie Argentyny na Copa América 1983. Łącznie w reprezentacji wystąpił 10 razy i zdobył jedną bramkę.
W roku 1985 Ramos wyjechał do Francji, gdzie grał w FC Nantes oraz Toulon, po czym w roku 1987 powrócił do Argentyny.
W sezonie 1987/1988 wraz z drużyną Newell’s Old Boys został mistrzem Argentyny. W tej drużynie występował jeszcze do roku 1989.
W późniejszych latach Ramos grał w Nueva Chicago oraz Unión de Santa Fe, gdzie w roku 1991 zakończył swoją karierę.

## Tytuły
| Sezon     | Drużyna           | Tytuł            |
| --------- | ----------------- | ---------------- |
| 1987/1988 | Newell’s Old Boys | mistrz Argentyny |